# Cleveland Browns 1965
La stagione 1965 dei Cleveland Browns è stata la 16ª della franchigia nella National Football League, la 20ª complessiva. La squadra campione in carica terminò con un record di 11-3, facendo ritorno in finale di campionato dove fu sconfitta dai Green Bay Packers nell'ultima stagione prima dell'avvento del Super Bowl. Questa fu anche l'ultima annata di Jim Brown prima dell'inatteso ritiro a fine anno.

## Calendario
| Turno | Data              | Avversario             | Punteggio | Record | Stadio                        | Pubblico |
| ----- | ----------------- | ---------------------- | --------- | ------ | ----------------------------- | -------- |
| 1     | 19 settembre 1965 | at Washington Redskins | 17–7      | 1–0    | District of Columbia Stadium  | 48,208   |
| 2     | 26 settembre 1965 | St. Louis Cardinals    | 13–49     | 1–1    | Cleveland Municipal Stadium   | 80,161   |
| 3     | 3 ottobre 1965    | at Philadelphia Eagles | 35–17     | 2–1    | Franklin Field                | 60,759   |
| 4     | 9 ottobre 1965    | Pittsburgh Steelers    | 24–19     | 3–1    | Cleveland Municipal Stadium   | 80,187   |
| 5     | 17 ottobre 1965   | Dallas Cowboys         | 23–17     | 4–1    | Cleveland Municipal Stadium   | 80,432   |
| 6     | 24 ottobre 1965   | at New York Giants     | 38–14     | 5–1    | Yankee Stadium (I)            | 62,864   |
| 7     | 31 ottobre 1965   | Minnesota Vikings      | 17–27     | 5–2    | Cleveland Municipal Stadium   | 83,505   |
| 8     | 7 novembre 1965   | Philadelphia Eagles    | 38–34     | 6–2    | Cleveland Municipal Stadium   | 72,807   |
| 9     | 14 novembre 1965  | New York Giants        | 34–21     | 7–2    | Cleveland Municipal Stadium   | 82,426   |
| 10    | 21 novembre 1965  | at Dallas Cowboys      | 24–17     | 8–2    | Cotton Bowl                   | 76,251   |
| 11    | 28 novembre 1965  | at Pittsburgh Steelers | 42–21     | 9–2    | Pitt Stadium                  | 42,757   |
| 12    | 5 dicembre 1965   | Washington Redskins    | 24–16     | 10–2   | Cleveland Municipal Stadium   | 77,765   |
| 13    | 12 dicembre 1965  | at Los Angeles Rams    | 7–42      | 10–3   | Los Angeles Memorial Coliseum | 49,048   |
| 14    | 19 dicembre 1965  | at St. Louis Cardinals | 27–24     | 11–3   | Busch Stadium I               | 29,348   |

### Playoff
| Turno  | Data           | Avversario           | Risultato | Stadio        | Pubblico |
| ------ | -------------- | -------------------- | --------- | ------------- | -------- |
| Finale | 2 gennaio 1966 | at Green Bay Packers | 12–23     | Lambeau Field | 50,852   |

## Classifiche
| NFL Eastern Conference |    |    |   |      |      |     |     |     |
|                        | V  | S  | P | %    | CONF | PF  | PS  | STR |
| Cleveland Browns       | 11 | 3  | 0 | .786 | 11–1 | 363 | 325 | V1  |
| Dallas Cowboys         | 7  | 7  | 0 | .500 | 6–6  | 325 | 280 | V3  |
| New York Giants        | 7  | 7  | 0 | .500 | 7–5  | 270 | 338 | S1  |
| Washington Redskins    | 6  | 8  | 0 | .429 | 6–6  | 257 | 301 | V1  |
| Philadelphia Eagles    | 5  | 9  | 0 | .357 | 5–7  | 363 | 359 | S1  |
| St. Louis Cardinals    | 5  | 9  | 0 | .357 | 5–7  | 296 | 309 | S6  |
| Pittsburgh Steelers    | 2  | 12 | 0 | .143 | 2–10 | 202 | 397 | S7  |

Note: I pareggi non venivano conteggiati ai fini della classifica fino al 1972.